# Oza (La Coruña)
Oza (llamada oficialmente Santa María de Oza) es una parroquia española del municipio de La Coruña, en la provincia de La Coruña, Galicia.

## Geografía
Pequeña parroquia marinera de poco más de un kilómetro cuadrado de territorio, que se extiende desde el antiguo riachuelo de A Gaiteira hasta la embocadura de la Ría del Burgo. Su litoral está casi por entero ocupado por la dársena de Oza del puerto de La Coruña: Muelle de trasatlánticos, Muelle del Este, Muelle del Centenario, Muelle de San Diego, Puerto Petrolero, Dársena de Oza..., si bien conserva todavía las playas de O Lazareto y la de Oza, esta última muy concurrida y bien dotada de servicios.
De su antiguo entramado de parroquia rural conserva todavía ciertas áreas en medio de zonas completamente urbanizadas. La antigua área rural de Monelos, con su fértil vega y sus casas de labradores está hoy casi por completo urbanizada y ocupada por polígonos de viviendas construidos durante el desarrollismo.

## Historia
En el pasado fue un ayuntamiento independiente, comprendiendo dentro de su término municipal a las parroquias de Elviña, Viñas y Visma, además de la propia parroquia de Oza, hasta que en 1912 fue anexionado por el ayuntamiento de La Coruña.

## Entidades de población
Entidades de población que forman parte de la parroquia:
- Casablanca
- Casanova de Eirís
- Castaño de Eirís
- Curramontes
- Eirís de Abajo
- Eirís de Arriba
- La Madosa
- Las Cernadas
- Las Jubias
- Monserrat
- Monte Mero

## Despoblado
Despoblado que forma parte de la parroquia:
- Monte Tras da Costa

## Geografía humana

### Demografía
| Gráfica de evolución demográfica de Oza (Pdo. de la Coruña) entre 1842 y 1910 |
| |
| Población de derecho según los censos de población del INE Población de hecho según los censos de población del INEEntre el censo de 1920 y el anterior, este municipio desaparece porque se integra en el municipio 15030 (La Coruña) |

| Gráfica de evolución demográfica de Oza entre 2000 y 2019 |
|                                                           |
| Datos según el nomenclátor publicado por el INE.          |